# Історичний менталітет
Ментальність в історії — комплекс уявлень про навколишній світ, притаманних людям певної епохи чи певної соціальної групи, який зумовлює їхню неусвідомлену поведінку. Знання ментальності певної спільноти, оперте на вивченні масових і повторюваних феноменів, дає змогу історикам моделювати «колективний портрет» цієї спільноти, а відтак — пояснювати специфіку перебігу її історії, вірування, колективні фобії тощо.

## Історія виникнення і розвитку
Основоположниками психології народу (ментальності) вважаються німецькі філософи XIX, початку XX ст.: Гейман Штейнталь, Моріц Лацарус (журнал «Психологія народів і мовознавство») і Вільгельм Вундт (десятитомна «Психологія народів»), які власне займалися пошуком «спільного духу» для кожного окремого народу.
Концепція ментальності в історії сформувалася під впливом засновника соціології Еміля Дюркгайма і його поняття «колективної свідомості». Однак вперше на практиці використала концепцію mentalite школа Анналів, точніше кажучи це — монографія Марка Блока «Королі-чудотворці. Розвідка про надприродний характер, приписуваний королівській владі, зокрема у Франції та Англії» (1924 р.) — один із найраніших прикладів реконструкції ментальностей (королів, духовенства і селян) за допомогою даних етнології та психології.
Згодом «історичний менталітет» перетворився на самостійний дослідницький напрям соціальної історії, або зараз, так звана історична антропологія, яка включає в себе декілька складових понять-проблем:
- Соціальна антропологія (соціальні фобії, колективні психози)

- Соціорелігійна історія (релігійна організація та релігійне дисциплінування суспільства)

- Політична антропологія (ідентифікація людиною себе в системі певної владної моделі)

- Історія ідентичностей (форми соціальної, релігійної чи національної тотожности індивіда або певних груп)

- Історія тілесності (емоції, хвороби, сексуальна поведінка)

- Історія повсякдення (приватне життя, побутова практика)

- «Жіноча історія»